# 岩手県道192号後藤野野中線
岩手県道192号後藤野野中線（いわてけんどう192ごう ごとうののなかせん）は、岩手県北上市を通る一般県道である。

## 概要
岩手県北上市和賀町横川目を起点とし、北上市和賀町藤根を終点とする。

### 路線データ
- 実延長：6,381.1 m
- 起点：北上市和賀町横川目（岩手県道37号花巻平泉線接続）
- 終点：北上市和賀町藤根（国道107号接続）

## 地理

### 通過する自治体
- 北上市

### 交差する道路
- 岩手県道37号花巻平泉線（北上市和賀町横川目）
- 岩手県道103号花巻和賀線（北上市和賀町後藤）
- 国道107号（北上市和賀町藤根）